# Jeanette

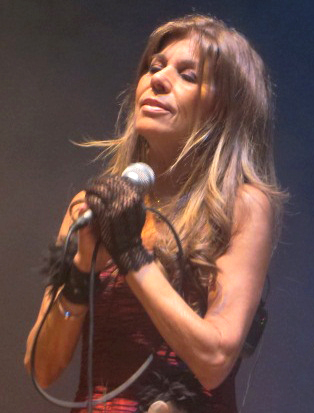
Jeanette podczas koncertu (Arequipa, Peru; 2014)

Jeanette, właśc. Janette Anne Dimech (ur. 10 października 1951 w Londynie) – hiszpańska piosenkarka.

## Życiorys
Rodzice Jeanette mieszkali w Londynie, gdzie urodziła się późniejsza piosenkarka; jej dziadek był tam właścicielem przedsiębiorstwa importowo-eksportowego. Później rodzina przeniosła się do Chicago i Los Angeles, w Stanach Zjednoczonych, gdzie dziewczynka dorastała. Gdy miała 12 lat doszło do separacji rodziców. Powróciła wówczas, wraz z matką, do Barcelony, w Hiszpanii.
W latach 60. uczyła się gry na gitarze i zaczynała pisać piosenki w stylu muzyki folkowej. Jej muzycznymi idolami byli wtedy Amerykanin Bob Dylan, Szkot Donovan i amerykański zespół The Byrds. Później dołączyła, jako wokalistka, do studenckiego zespołu Pic-Nic, z którym w 1969 roku odniosła umiarkowany sukces dzięki folkowej wersji hiszpańskiej piosenki dla dzieci „Cállate niña”. Inne popularne piosenki w ich wykonaniu to m.in. „Amanecer” i „No digas nada”.
Po rozpadzie zespołu pod koniec lat 60., wyjechała do Wiednia wraz z mężem, węgierskim muzykiem Laszlo Kristofem. Na początku lat 70. rozpoczęła solową karierę od pierwszego jej singla „Soy rebelde” (tłum. jestem buntowniczką), który odniósł sukces w krajach hiszpańskojęzycznych. Później piosenka była popularna we Francji i nagrała wersję anglojęzyczną. Tę i piosenki takie jak „El muchacho de los ojos tristes” i „Estoy triste” napisał Manuel Alejandro, popularny w Hiszpanii kompozytor piosenek miłosnych.

## Przebój „Porque te vas”

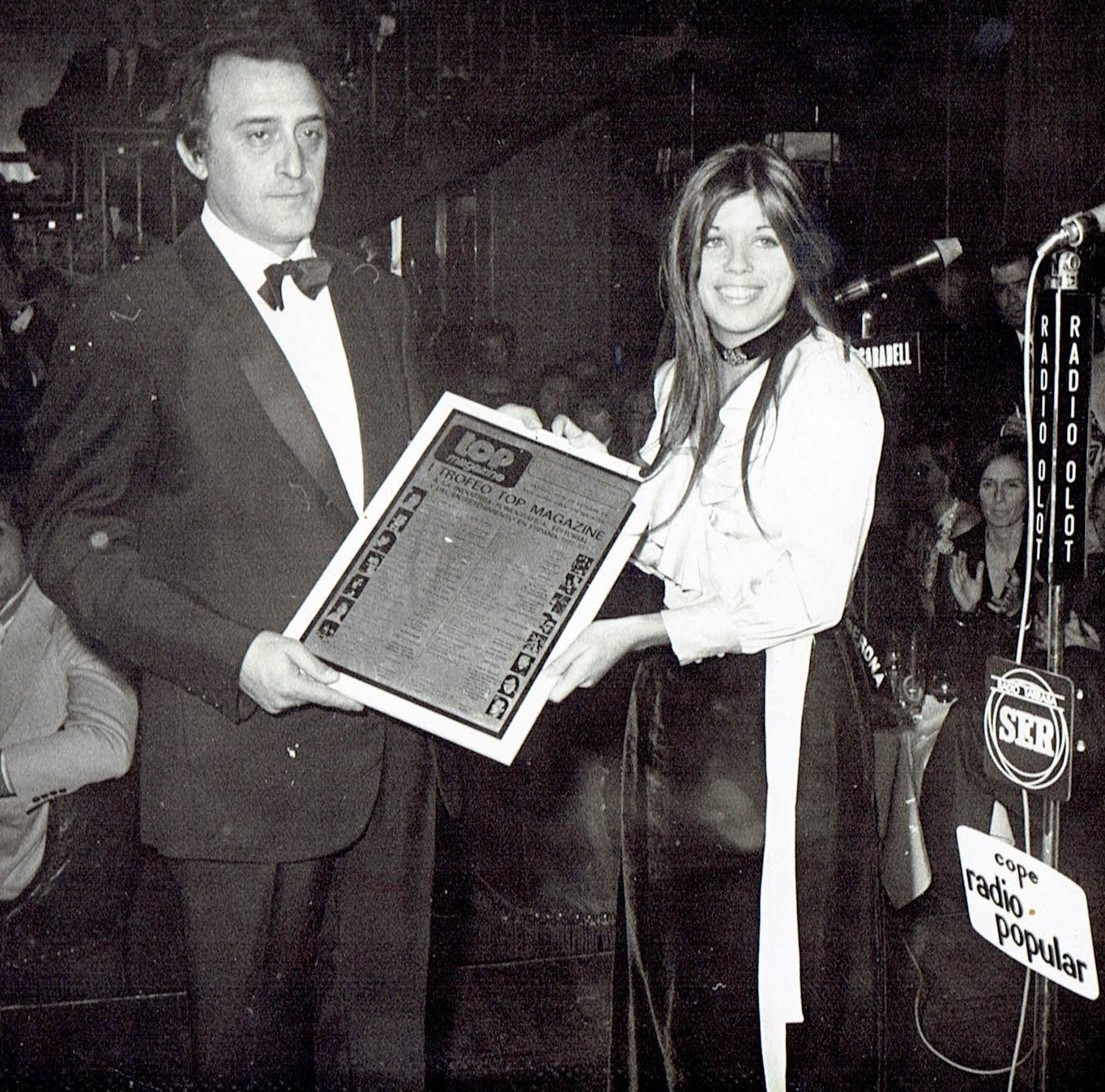
Jeanette podczas rozdania nagród Top Magazine (1973)

Największy sukces Jeanette, czyli piosenkę „Porque te vas”, napisał José Luis Perales, który na początku 1974 roku był nieznanym muzykiem. Dopiero dwa lata później, gdy utwór wykorzystano jako motyw przewodni w filmie Nakarmić kruki (1976), hiszpańskiego reżysera Carlosa Saury, a obraz nagrodzono na festiwalach filmowych w Cannes (nagroda specjalna jury) i Berlinie (nagroda specjalna jury), piosenka stała się międzynarodowym przebojem. W Austrii singiel z kompozycją „Porque te vas” dotarł do 13. miejsca, w Szwajcarii do 4. pozycji, a w Niemczech osiągnął szczyt zestawienia. W Polsce cover tej piosenki, pod tytułem „Nie pytaj mnie”, nagrała piosenkarka Alicja Boratyn na potrzeby TVN-owskiego serialu Majka (2010).

## Dalsza kariera
Po sukcesie utworu „Porque te vas” Jeanette nigdy później nie odniosła już podobnego międzynarodowego sukcesu. Kontynuowała śpiewanie z umiarkowanym powodzeniem w Hiszpanii (i z mniejszym we Francji) aż do lat 90.